# ماهی سگ‌دندان برازنده
ماهی سگ‌دندان برازنده (نام علمی: Cynodonichthys elegans) نام یک گونه از سرده ماهی‌های سگ‌دندان است.